# Ermo
Pour l'entreprise de fabrication de moules pour l’industrie plastique, voir Ermo (entreprise).
Ermo est une ville brésilienne du sud de l'État de Santa Catarina.

## Géographie
Ermo se situe par une latitude de 28° 58′ 57″ sud et par une longitude de 49° 38′ 37″ ouest, à une altitude de 16 mètres. Sa population était de 2 050 habitants au recensement de 2010. La municipalité s'étend sur 64 km2.
Elle fait partie de la microrégion d'Araranguá, dans la mésorégion Sud de Santa Catarina.

## Villes voisines
Ermo est voisine des municipalités (municípios) suivantes :
- Turvo
- Araranguá
- Sombrio
- Jacinto Machado